# 노다역 (한신 전기 철도)
노다역(일본어: 野田駅, のだえき)은 일본 오사카부 오사카시 후쿠시마구에 있는 한신 전기철도 본선의 역이다. 역 번호는 HS 03이다. 한신 전기철도의 본사는 당역의 북쪽에 있다.
구간특급, 급행, 구간급행 정차역이다.

## 이용 가능 철도 노선
- 오사카 시영 지하철
  -  센니치마에 선 노다한신 역(S11)
- 서일본여객철도(JR 서일본)
  - JR 도자이 선 에비에역

또한, 과거에는 한신의 노면전차, 고쿠도 선과 기타오사카 선 터미널이 역 북쪽에 있었지만 폐지되어 현존하지 않는다. 철거지에는 1992년에 우메다에서 한신 본사가 이전하였고 동년 8월에는 쇼핑 센터가 개업하였다. 두 노선의 역은 본선의 북쪽, 현재의 노다한신마에 버스 정류장에 위치하고 있었다.
JR 서일본에도 오사카 순환선에 노다 역이 있지만 약 500m 떨어져 있다. JR 노다 역과 비슷한 위치에 있는 센니치마에 선의 다마가와역이 위치한다.

## 역 구조
섬식 승강장 2면 4선의 대피 설비가 존재하는 고가역이다. 2층에 개찰구로 서서 먹는 우동 가게 등의 점포, 3층에 승강장이 있다. 개찰구는 역 서쪽에 1개소가 있다.
PTC 도입 전에는 역의 서쪽에 노다 신호소가 설치되어 있었는데 폐지 후 그 자리(토대만)가 남아 있다.
과거에는 동쪽 출입구를 설치하는 계획이 있었지만 이것은 지하철 센니치마에 선의 노다한신 역이 본 역의 동쪽 인근 지하에 건설될 예정이었고 그 연결용으로 계획된 것이었다. 결과적으로 노다한신 역은 본 역의 서쪽 지하에 건설되면서 동쪽 출입구는 설치되지 않았다. 승강장 장치를 떠받치는 기둥의 형상(동쪽 출입구 계단을 만들려던 부분은 2개 기둥이 되었다.)은 고가시타에서 관찰할 수 있는 계단용 개구부 뒤쪽에 그 자취를 볼 수 있다.

### 승강장
| 번호 | 노선   | 방향 | 행선                                             |
| ---- | ------ | ---- | ------------------------------------------------ |
| 1    | ■ 본선 | 상행 | 우메다 방면                                      |
| 2    | ■ 본선 | 상행 | 오사카 (우메다) 행                               |
| 3    | ■ 본선 | 하행 | 아마가사키・고베 (산노미야)・아카시・히메지 방면 |
| 4    | ■ 본선 | 하행 | 아마가사키・고베 (산노미야)・아카시・히메지 방면 |

※ 안쪽 2선(2,3번 선)이 주로 본선, 바깥쪽 2선(1,4번 선)이 대피선이다. 승강장 유효 길이는 모두 6량 편성분이다.

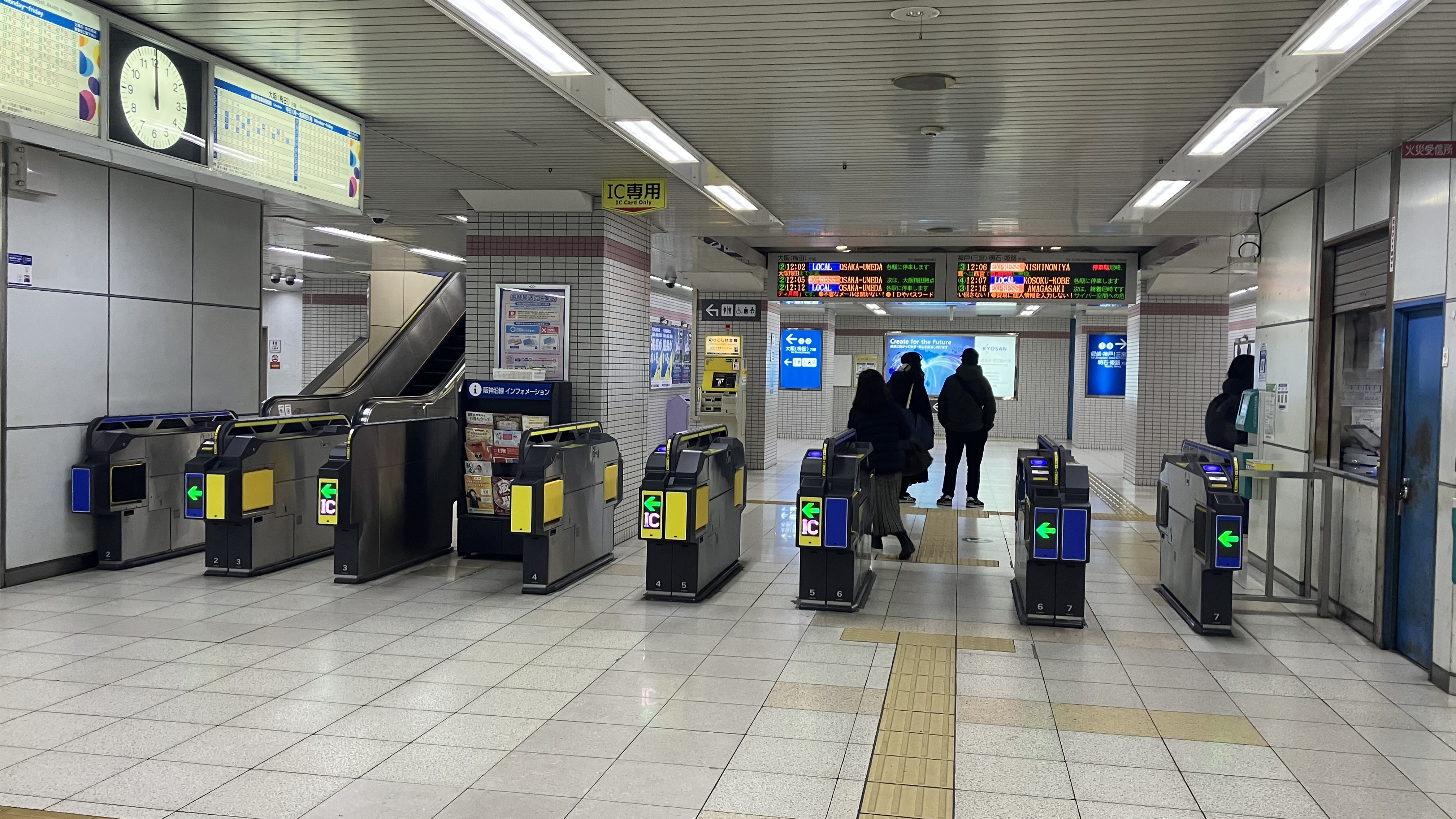
개찰구
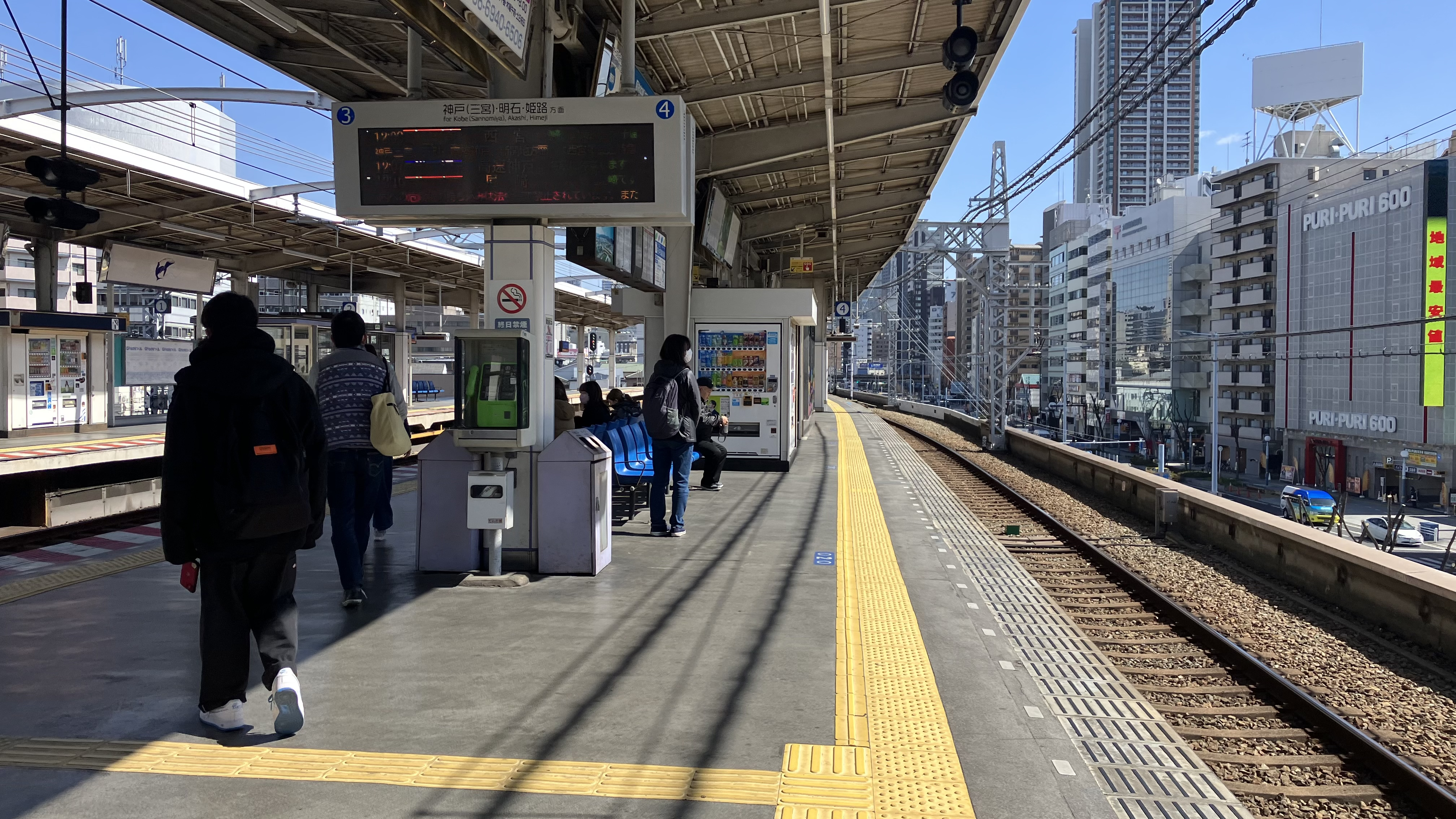
승강장

## 역 주변
한신 선의 다른 역과 비교하더라도 상업 집중이 진행되는 역이다.
- 한신 전기철도 본사 - 인근 건물에는 당사가 운영하는 쇼핑몰 WISTE와 이온 니시닛폰 기업이 입주하고 있다. 2005년에 한신 전기철도 개업 100주년의 기념비가 설치되어 궤도선의 포석으로도 이용되고 있다.
- 한신 본선의 고가시타에는 노다한신 기계 공구 상가가 입주하고 있다.
- 후쿠시마 구청
- 오사카 시 소방국 후쿠시마 소방서
- 오사카 시립 후쿠시마 도서관
- 오사카 시 후쿠시마 구민 센터
- 후쿠시마 스포츠 센터
- 후쿠시마 경찰서
- 오사카 후쿠시마 우체국
- 오사카 오히라키 우체국
- 나리스 화장품 본사
- 코칸도 본사

## 역사
- 1905년 4월 12일: 한신 본선의 개통과 동시에 노다역으로 영업 개시.
- 1914년 8월 19일: 한신 기타오사카 선 개통.
- 1927년 7월 1일: 한신 고쿠도 전궤의 니시노다역 개설. 장소는 노다 역에서 서쪽으로 약 100m지점인 것으로 알려졌다.
- 1928년 4월 1일: 한신 고쿠도 전궤가 한신 전기철도에 통합되어 본 회사의 고쿠도 선으로 노다 역과 니시노다 역이 한신 전기철도의 역이 됨.
- 193X년: 니시노다 역을 노다 역에 통합함.
- 1961년 12월 8일: 고가선 건설 공사가 마무리되는 본선에만 고가역이 됨. 이 때, 구내로 접속하는 본선과 고쿠도 선, 기타오사카 선과의 선로는 분단됨.
- 1975년 5월 6일: 한신 전기철도의 궤도선이 전부 폐선됨.
- 2012년 3월 20일: 구간특급의 정차역이 됨.

## 인접역
| 한신 전기철도 ■ 본선       | 한신 전기철도 ■ 본선           | 한신 전기철도 ■ 본선         |
| -------------------------- | ------------------------------ | ---------------------------- |
| HS 01 우메다 우메다 방면   | ■ 구간특급(우메다 행만) ■ 급행 | 아마가사키 HS 09 미카게 방면 |
| HS 02 후쿠시마 우메다 방면 | ■ 구간급행                     | 지부네 HS 06 고시엔 방면     |
| HS 02 후쿠시마 우메다 방면 | ■ 보통                         | 요도가와 HS 04 신카이치 방면 |